# Samuel Joslin
Samuel Joslin, né le 18 janvier 2002 à Kensington (Angleterre), est un acteur britannique.

## Biographie

### Jeunesse
Samuel Louis Joslin naît né le 18 janvier 2002 à Kensington, quartier de Londres, en Angleterre, au (Royaume-Uni).

### Famille
Samuel Joslin fréquente l'école Maison Tour à Londres. Il a un frère, prénommé Tom.

### Carrière
Il débute dans le rôle de Thomas, le fils de Naomi Watts et de Ewan McGregor dans The Impossible.
Ensuite, Samuel Joslin participe au long métrage Paddington (2014) de Paul King, inspiré par le personnage de la série de livres pour enfants de Michael Bond, où il incarne le Jonathan, le fils de la famille Brown. Il reprend le personnage dans les suites, Paddington 2 (2017) et Paddington au Pérou (2024).
Samuel Joslin a également été pris pour le film The Nostalgist.

## Filmographie
Sauf indication contraire, les informations mentionnées dans cette section peuvent être confirmées par la base de données cinématographiques IMDb,  présente dans la section « Liens externes ».

### Cinéma
- 2012 : The Impossible de Juan Antonio Bayona : Thomas
- 2014 : Paddington de Paul King : Jonathan Brown
- 2015 : The Nostalgist (court métrage)
- 2017 : Paddington 2 de Paul King : Jonathan Brown
- 2024 : Paddington au Pérou (Paddington in Peru) de Dougal Wilson : Jonathan Brown